# 콘스탄티노폴리스의 미하일 4세
미하일 4세 아프토리아노스(그리스어: Μιχαήλ Ἀυτωρειανός, ? – 1212년 8월 26일)는 1208년부터 1212년 그의 죽음까지 콘스탄티노폴리스 총대주교였다.
미하일은 잘 교육받은 사람이며 테살로니카의 에우스타티우스를 중심으로 하는 문학적인 모임의 일원이었다. 1204년에 제4차 십자군에 의한 콘스탄티노폴리스 약탈 당시에 성직자 계층에서, 그는 메가스 사켈라리오스 지위에 도달했다. 1222년 요안니스 아포카우코스가 쓴 편지에 따르면, 그는 아마스트리스의 주교로 지명되었지만, 다비드 콤니노스는 그의 지명을 그의 통치권 침해로서 거부했다. 1208년에 그는 1206년에 사망한 요안니스 10세의 뒤를 이어 테오도로스 1세 라스카리스에 의해 총대주교로 임명되었다. 라스카리스는 아시아에 동로마 제국의 계승국인 니케아 제국을 세우고, 요안니스 10세가 그에게 합류하도록 설득을 시도했지만, 노령을 이유로 거절하고 얼마 안되어 사망했다.
임명 직후인, 1208년 3월 20일 미하일 4세는 테오도로스 라스카리스의 황제로의 대관식을 거행하였다(라스카리스는 1205년에 이미 황제로 칭송받았다). 그는 또한 동로마 제국의 전통과 정교회 교리와 다른, 전사한 라스카리스의 병사들에게 죄의 감면을 약속하는 매우 이례적인 행동을 취했다. 그러나 이 서약은 짧게 지속된 것으로 보인다. 그는 1212년 8월 26일 니케아에서 사망했다.